# Chinesische Mauer (Kartenspiel)
Chinesische Mauer ist der Name eines Kartenspiels des Spieleautors Reiner Knizia, das im Jahr 2006 beim Kosmos-Spieleverlag erschienen ist. Das Spiel ist für zwei bis fünf Mitspielende ab 10 Jahren konzipiert und thematisiert den Bau der Chinesischen Mauer und den darum entbrennenden Wettstreit regionaler Fürsten um die Gunst des Kaisers Qin Shi Huang Di.

## Thema und Ausstattung
Bei Chinesische Mauer versuchen die Spielenden in der Rolle regionaler Fürsten möglichst viele Punkte durch ihre Beiträge beim Bau verschiedener Bauabschnitte der Chinesischen Mauer beizutragen und damit möglichst viele Ruhmespunkte zu bekommen.
Das Spielmaterial besteht neben einer Spielanleitung aus 100 Spielkarten in fünf verschiedenfarbigen Kartensätzen zu je 20 Karten sowie 36 Ruhmeskärtchen mit unterschiedlichen Ruhmeswerten.

## Spielweise
Zu Beginn des Spiels erhalten alle Mitspielenden jeweils einen Kartensatz in einer der fünf Farben. Die Ruhmeskärtchen werden gemischt und abhängig von der Anzahl der Mitspielenden werden jeweils zwei der Kärtchen als Belohnung für je einen Bauabschnitt offen ausgelegt. Die Spielenden mischen ihren Kartensatz und ziehen jeweils fünf Handkarten, die restlichen Karten legen sie als verdeckten Nachziehstapel vor sich ab.
Das Spiel wird reihum im Uhrzeigersinn gespielt. In jedem Zug prüft der aktive Spieler zu Beginn, ob er bereits in einem Bauabschnitt mehr Punkte anliegen hat als jeder andere Spieler und falls dies zutrifft, erhält er eines der beiden Ruhmeskärtchen und legt es auf eine seiner anliegenden Karten. Ist nur noch ein Ruhmesplättchen vorhanden, legt er dieses verdeckt vor sich ab und das zweite, das sich auf einer Karte befindet, geht an den Besitzer der Karte. Hat ein Spieler bereits ein Ruhmeskärtchen auf einer Karte eines Bauabschnitts liegen, wird der Wert des Kärtchens von seiner Kartensumme abgezogen und erhält ein zweites Plättchen nur dann, wenn er dann immer noch mehr Punkte hat als die anderen Spieler. Mauerabschnitte, an denen nun keine Ruhmeskärtchen mehr liegen, werden abgeräumt, danach werden zwei neue Ruhmeskärtchen für einen neuen Abschnitt ausgelegt.
Nachdem die Mehrheiten abgerechnet sind, kann sich der Spieler entscheiden, ob eine einzelne oder mehrere identische Karten aus seiner Hand an einen beliebigen Bauabschnitt anlegen oder eine Karte nachziehen möchte. Danach hat er eine weitere Aktion und darf sich erneut für eine der beiden Alternativen entscheiden. In dem Spiel gibt es dabei pro Kartensatz sieben verschiedene Kartentypen:
- je sieben Mauern à 1 Punkt.
- je drei Tore à 2 Punkte.
- je einen Wachturm à 3 Punkte.
- je einen Adligen à 1 Punkte, der zudem die Werte aller anderen Karten des Bauabschnitts auf einen Punkt reduziert
- je fünf Kämpfer, bei denen sich der Wert im gleichen Bauabschnitt jeweils um einen Punkt erhöht, wenn bereits andere Kämpfer im gleichen Abschnitt liegen.
- je zwei Reiter à 2 Punkte, deren Auslage allerdings keine Aktion erfordert und die somit zusätzlich gelegt werden können.
- je ein Drache à 1 Punkt, der auf eine beliebige andere Karte gelegt werden kann und diese damit unwirksam macht.

Wenn der Spieler seine Aktion ausgeführt hat, kommt der nächste Spieler an die Reihe. Das Spiel endet entweder, wenn bei einer Wertung das letzte noch ausliegende Ruhmesplättchen gewonnen wird oder wenn ein Spieler seinen kompletten Kartensatz ausgespielt hat. Im letzteren Fall dürfen alle Mitspielenden noch einmal Karten spielen und danach finden noch alle offenen Wertungen statt. Gewinner ist der Spieler mit den meisten Ruhmespunkten, wobei noch auf Karten liegende Rumesplättchen nicht gewertet werden.

## Veröffentlichung und Versionen
Das Spiel Chinesische Mauer wurde von dem deutschen Spieleautor Reiner Knizia für den Verlag Sophisticated Games entwickelt und 2006 im Kosmos-Spieleverlag für den deutschsprachigen Raum sowie im gleichen Jahr bei 999 Games auf Niederländisch (De Chinesische Muur), von Fantasy Flight Games auf Englisch (Great Wall of China) sowie von Devir auf Spanisch (La Gran Muralla China) veröffentlicht. 2012 erschien eine polnische Version unter dem Titel Pan tu nie stał!.

## Belege
1. 1 2 3 4 5 6  Spieleanleitung Chinesische Mauer, Kosmos 2006
2. ↑  Chinesische Mauer, Versionen bei BoardGameGeek. Abgerufen am 4. September 2021.